# Croton zavaletae
Espèce
Croton zavaletae est une espèce de plantes à fleurs du genre Croton et de la famille des Euphorbiaceae que l'on trouve au Mexique (État d'Oaxaca).